# Tempel van Westeraam
De Tempel van Westeraam was een Gallo-Romeinse tempel die in 2002 werd opgegraven in de nieuwbouwwijk Westeraam aan de oostkant van Elst in de gemeente Overbetuwe. De tempel was gesitueerd tussen de huidige straten Noorderlicht en Avondster. De tempel heeft verschillende fasen gekend waarin de tempel in hout was opgetrokken, totdat deze in steen werd herbouwd rond het jaar 100. De tempel was een Gallo-Romeinse omgangstempel met verschillende bouwfasen op deze cultusplaats. De tempel bestond uit een centrale hogere kern die werd omgeven door een zuilengalerij met een ingang naar het westen. De ingangpartij was iets verhoogd.
In de na-Romeinse tijd is de natuurstenen fundering van de tempel volledig uitgebroken, waardoor er zeer weinig steenfragmenten overgebleven zijn.
Op 560 meter ten westen van de kerk liggen onder de Grote Kerk van Elst de resten van twee andere Romeinse tempels. In het zuidoosten ligt het archeologisch monument De Hoge Hof.

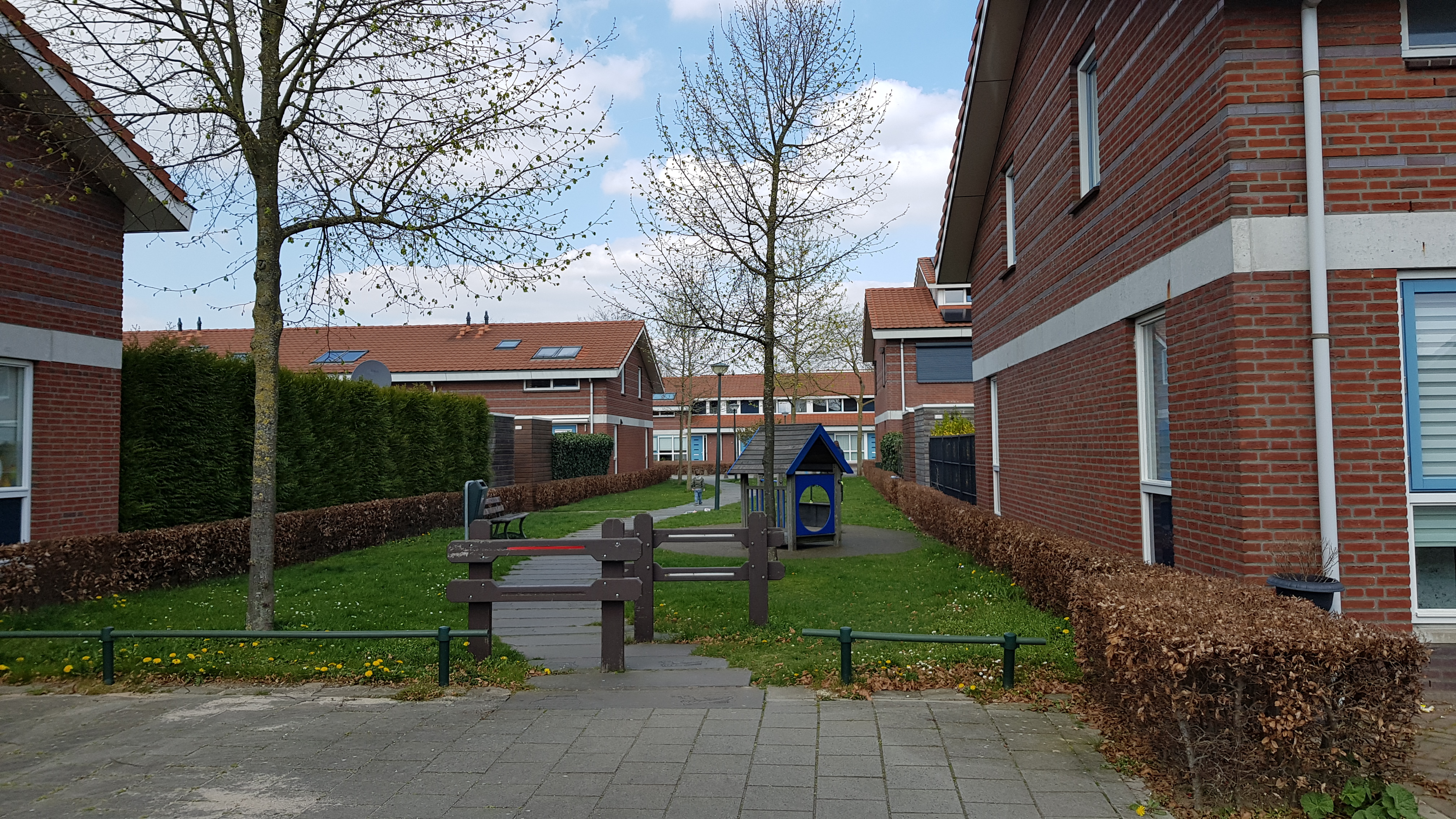
Locatie van de Romeinse tempel
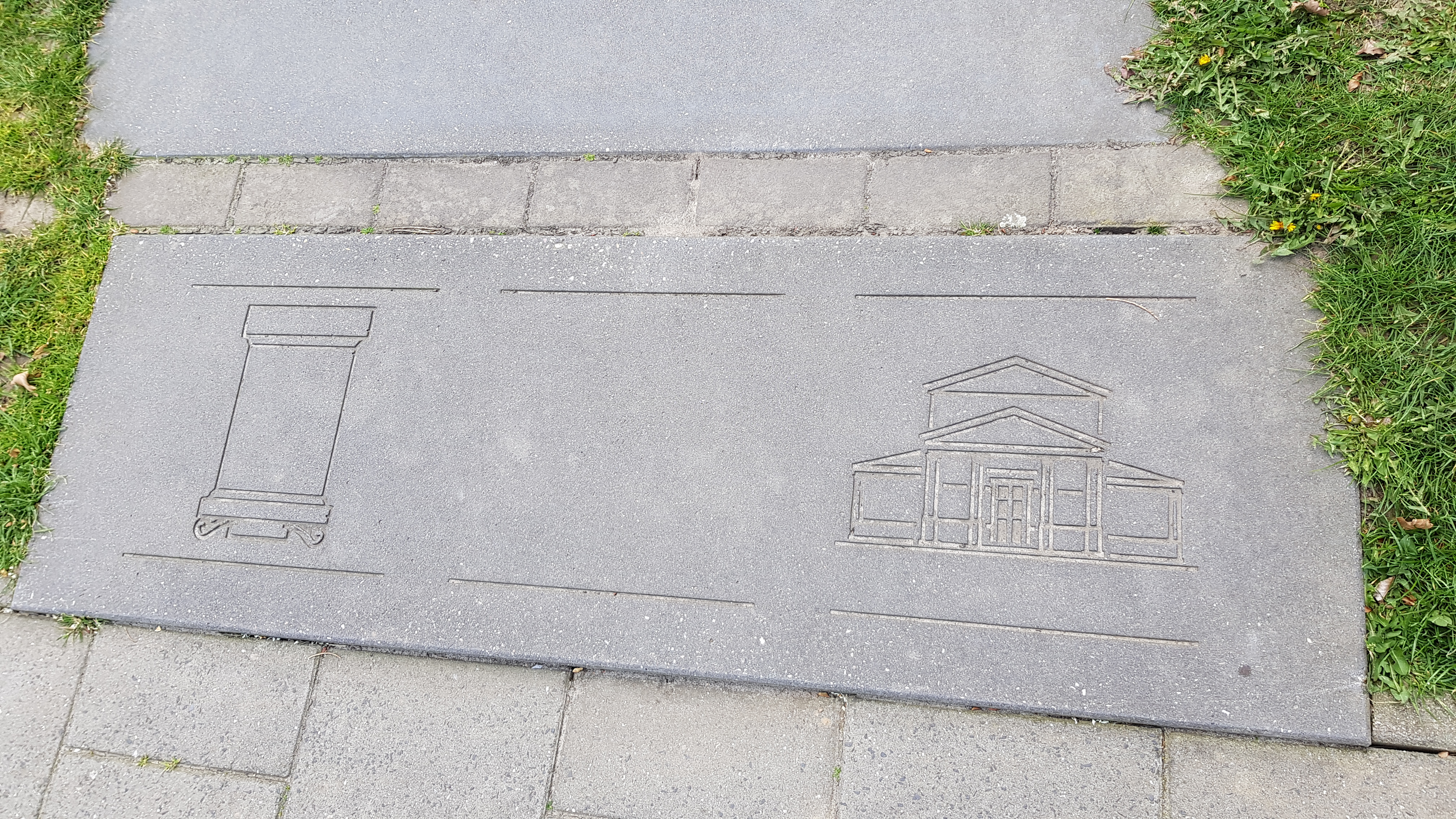
Markering in straatsteen ter plaatse